# فلاديمير (لاعب كرة قدم)
فلاديمير (بالبرتغالية: Vladimir Orlando Cardoso de Araújo Filho‏) هو لاعب كرة قدم برازيلي في مركز حراسة المرمى، ولد في 16 يوليو 1989 في Ipiaú ‏ في البرازيل. لعب مع نادي سانتوس ونادي فورتاليزا.

## وصلات خارجية
- فلاديمير على موقع قاعدة بيانات كرة القدم.إي يو (الإنجليزية)
- فلاديمير على موقع Soccerway.com (الإنجليزية)